# Berwick (East Sussex)
Berwick is een civil parish in het bestuurlijke gebied Wealden, in het Engelse graafschap East Sussex met 380 inwoners.